# Kie Kusakabe
Kie Kusakabe (n. 11 octombrie 1978, Fukuoka, Japonia) este o sportivă ce a reprezentat Japonia, medaliată olimpică. A participat la o ediție a Jocurilor Olimpice (2000) în care a câștigat o medalie de bronz.